# Conto alla rovescia (film 1968)
Conto alla rovescia (Countdown) è un film del 1968 diretto da Robert Altman.

## Trama
Quando gli Stati Uniti apprendono che il governo dell'URSS sta per lanciare un equipaggio sulla Luna, sentono l'imperativo di arrivarci per primi. Ha inizio una dura competizione.